# Pedethma
Pedethma là một chi bọ cánh cứng trong họ Chrysomelidae.
Chi này được miêu tả khoa học năm 1923 bởi Weise.

## Các loài
Các loài trong chi này gồm:
- Pedethma australiensis Lingafelter & Konstantinov, 2000
- Pedethma cookensis Lingafelter & Konstantinov, 2000
- Pedethma demiensis Lingafelter & Konstantinov, 2000
- Pedethma howdeni Lingafelter & Konstantinov, 2000
- Pedethma humeromaculata Lingafelter & Konstantinov, 2000
- Pedethma kirejtshuki Lingafelter & Konstantinov, 2000
- Pedethma kurandensis Lingafelter & Konstantinov, 2000
- Pedethma maculata Lingafelter & Konstantinov, 2000
- Pedethma nigra Lingafelter & Konstantinov, 2000
- Pedethma pinnipenis Lingafelter & Konstantinov, 2000
- Pedethma pubescens Lingafelter & Konstantinov, 2000
- Pedethma seymourensis Lingafelter & Konstantinov, 2000
- Pedethma sinuatipenis Lingafelter & Konstantinov, 2000
- Pedethma weisei Lingafelter & Konstantinov, 2000